# Zamłynie (Mazovie)
Pour les articles homonymes, voir Zamłynie.
Zamłynie (prononciation : [zamˈwɨɲe]) est une localité polonaise de la gmina de Stara Błotnica dans le powiat de Białobrzegi de la voïvodie de Mazovie dans le centre-est de la Pologne.
Elle se situe à environ9 kilomètres au sud de Białobrzegi (siège du powiat) et à 72 kilomètres au sud de Varsovie (capitale de la Pologne).

## Histoire
De 1975 à 1998, la localité appartenait administrativement à la voïvodie de Radom.